# Ridgeville (Indiana)
Ridgeville is een plaats (town) in de Amerikaanse staat Indiana, en valt bestuurlijk gezien onder Randolph County.

## Demografie
Bij de volkstelling in 2000 werd het aantal inwoners vastgesteld op 843.
In 2006 is het aantal inwoners door het United States Census Bureau geschat op 813, een daling van 30 (-3.6%).

## Geografie
Volgens het United States Census Bureau beslaat de plaats een oppervlakte van
1,5 km². Ridgeville ligt op ongeveer 304 m boven zeeniveau. Het dorpje wordt doorsneden door de 48 en de Lower Springboro Road die elkaar hier ter plaatse kruisen en het bestaat uit een mix van vrijstaande woonhuizen en bedrijfsgebouwen.

## Geboren
- Wendell Meredith Stanley (1904-1971), biochemicus, viroloog en Nobelprijswinnaar (1946)

## Plaatsen in de nabije omgeving
De onderstaande figuur toont nabijgelegen plaatsen in een straal van 16 km rond Ridgeville.